# アグネス・オベル
アグネス・オベル（Agnes Obel、1980年10月28日-）は、デンマークのコペンハーゲン出身のシンガーソングライターである。

## 略歴
音楽一家のもとに生まれ幼少期からピアノを習い始める。2009年、"Obél"名義で制作されたヨーロッパ・デビュー・シングル「Just So」が、ドイツのテレビCMに抜擢され、一気に評判を高める。2010年、デビュー・アルバム『Philharmonics』をリリース。デンマーク アルバムチャート7週連続1位を獲得した他、ヨーロッパ各国で大ヒットを記録。
シングル「Riverside」は『グレイズ・アナトミー 恋の解剖学』のシーズン7・16話にて使用された。また映画『光のほうへ』のサウンド・トラックとしても使用され、デンマークの映画賞「Robert Award」で「the Best Song of the year 2011」を受賞した。
2011年10月、アデルやマムフォード・アンド・サンズが受賞したヨーロッパで優れた成績を残した新人アーティストに贈られる「ヨーロピアン・ボーダー・ブレーカーズ・アワード 2012」を受賞した。
2013年10月、セカンド・アルバム『Aventine』をリリース。本国デンマークの総合アルバム・チャートで初登場1位を獲得。また、全英アルバムチャートでも63位にランクインした。

## ディスコグラフィー

### アルバム
- フィルハーモニクス/Philharmonics (2010年)
- アヴェンティン/Aventine (2013年)
- ガラス市民/Citizen of Glass (2016年)
- /Myopia (2020年)